# Walentynowo (województwo wielkopolskie)
Walentynowo – wieś w Polsce położona w województwie wielkopolskim, w powiecie pilskim, w gminie Łobżenica.
W latach 1975–1998 miejscowość należała administracyjnie do województwa pilskiego.
W Walentynowie urodzili się: Jan Kanty Noryśkiewicz (1876–1961), kanonik kapituły metropolitalnej w Poznaniu, katecheta, urzędnik i działacz narodowy oraz Paweł Thomas (1891–1969), podpułkownik piechoty Wojska Polskiego, kawaler Orderu Virtuti Militari.
W okresie międzywojennym w miejscowości stacjonowała placówka Straży Granicznej I linii „Walentynowo”.